# 4320 Jarosewich
A 4320 Jarosewich (ideiglenes jelöléssel 1981 EJ17) a Naprendszer kisbolygóövében található aszteroida. Schelte J. Bus fedezte fel 1981. március 1-jén.
A kisbolygó a nevét Eugene Jarosewich (1926–2007) amerikai ásványtankutatóról kapta.